# Unholy (Sam-Smith-Lied)
Unholy (englisch für „Unheilig“) ist ein Duett der deutschen Popsängerin Kim Petras und der britischen nicht-binären Person Sam Smith. Das Stück erschien als Teil von Petras’ erstem Studioalbum Feed the Beast und Smiths viertem Studioalbum Gloria.

## Entstehung und Artwork
Geschrieben wurde das Lied von den beiden Interpreten Kim Petras und Sam Smith, zusammen mit den Koautoren Omer Fedi, James Napier (Jimmy Napes), Ilya Salmanzadeh, Blake Slatkin und Henry Walter (Cirkut). Mit Ausnahme von Petras zeichneten alle Autoren auch für die Produktion zuständig. Das Mastering erfolgte durch Sterling Sound in Edgewater (New Jersey, USA), unter der Leitung von Randy Merrill. Abgemischt wurde das Lied durch den rumänisch-kanadischen Toningenieur Serban Ghenea von den MixStar Studios in Virginia Beach (Virginia, USA) und seinem Assistenten Bryce Bordone. Die Tonaufnahmen erfolgten durch die Zusammenarbeit von Gordon Davidson und Gus Pirelli; als Assistenzen fungierten Ed Farrell, Ira Grylack, Natalia Milanesi und Miles Wheway. Die musikalischen Aufnahmen wurden unter der Verantwortung von Freddie Light und George Oulton getätigt. Diese wurde von 25 Studiomusikern eingespielt, darunter namhafte Musiker wie Chris Laurence am Kontrabass. Neben dem Kontrabass wurden auch Bratsche, Cello und Violine für die Komposition eingespielt. Für das Arrangement der Streichinstrumente zeichnete Simon Hale zuständig.
Auf dem schwarz-weißen Frontcover der Single sind Petras und Smith zu sehen. Smith steht aus der Sicht des Betrachters links neben Petras und hat den eigenen Kopf an ihren angelehnt sowie die rechte Hand auf ihre rechte Schulter gelegt. Während Smith nach vorne schaut, hat Petras ihre Augen geschlossen. Darüber hinaus hat sie ihren Mund geöffnet und berührt mit ihrer Zungenspitze ihre oberen Zähne. Beide tragen schwarze Kapuzenpullover, wobei Petras ihre Kapuze übergezogen hat. Am unteren Coverrand befindet sich zentriert der Liedtitel, bei dem das „h“ als Kreuz dargestellt wird. Die Fotografie stammt vom US-amerikanischen Künstler Michael Bailey Gates. Das Coverbild wurde erstmals am 5. September 2022 präsentiert.

## Veröffentlichung und Promotion
Die Erstveröffentlichung von Unholy erfolgte als digitale Single zum Download und Streaming am 22. September 2022. Sie erschien ursprünglich als Einzeltrack unter den Musiklabels Capitol Records sowie EMI Music und wurde durch Universal Music Publishing vertrieben. Bis Dezember 2022 erschien die Single in diversen digitalen Ausführungen, die sich durch die Anzahl und Auswahl der B-Seiten unterscheiden, beziehungsweise in diversen Remixversionen als Einzeltrack. Am 27. Januar 2023 erschien das Lied als Teil von Sam Smiths viertem Studioalbum Gloria, dessen zweite Singleauskopplung es ist. Anlässlich des Record Store Days wurde am 22. April 2023 eine physische 7″-Single aufgelegt. Am 23. Juni 2023 erschien es zudem als Teil von Petras’ erstem Studioalbum Feed the Beast, wo es ebenfalls die zweite Singleauskopplung darstellt.
Die ersten Gerüchte um eine Zusammenarbeit zwischen Petras und Smith entstanden nach einem Post von Smith am 26. Juli 2022, mit dem Inhalt: „Mmm daddy daddy @kimpetras“. Am 19. August 2022 veröffentlichte Smith ein Video mit Petras aus dem Tonstudio. Einen Tag später folgte ein weiteres Video aus dem Tonstudio von Petras. Am 27. August 2022 veröffentlichte Smith das Posting: „Doing something Unholy“. Ein gemeinsamer Post am 5. September 2022 bestätigte schließlich das Duett und die Singleveröffentlichung.
Um das Lied zu bewerben, erfolgten unter anderem gemeinsame Liveauftritte bei BBC Radio 1 (22. September 2022), dem iHeartRadio Music Festival 2022 (24. September 2022) und der Grammyverleihung (5. Februar 2023).

## Hintergrund
Die Aufnahmen zu Unholy fanden auf Jamaika statt. Sam Smith selbst gab an, während der Aufnahmen einen seiner glorreichsten und kreativsten Momente als Künstler erlebt zu haben. Es habe Smith noch nie so viel Spaß gemacht, eine Aufnahme zu machen. Es sei befreiend gewesen, auf diese Weise zu experimentieren. Es sei Smith auch eine Ehre, mit Kim Petras zu arbeiten.

## Inhalt
Der Liedtext zu Unholy ist in englischer Sprache verfasst. Der Musiktitel bedeutet ins Deutsche übersetzt „unheilig“. Die Musik und der Text wurden gemeinsam von Cirkut, Omer Fedi, Jimmy Napes, Kim Petras, Ilya Salmanzadeh, Blake Slatkin und Sam Smith geschrieben und komponiert. Musikalisch bewegt sich das Lied im Bereich der elektronischen Popmusik, stilistisch in den Bereichen des Hyperpops und Synthiepops. Das Tempo beträgt 131 Schläge pro Minute. Die Tonart ist fis-Moll. Inhaltlich handelt das Lied von einem Ehemann, der seine Frau betrügt und deren Kinder zu Hause zurücklässt, um sich selbst zu vergnügen. Das Stück soll dazu appellieren, sich von toxischen Menschen zu befreien. Als Inspiration hierfür diente unter anderem der Stripclub „The Body Shop“ in Los Angeles (Kalifornien, USA).
Aufgebaut ist das Lied auf einem Intro, zwei Strophen, einem Refrain und einem Outro. Als Einleitung beginnt es zunächst mit dem Intro, das sich aus Teilen des Refrains zusammensetzt. Aus diesem wurde die Zeile: „Mummy don’t know daddy’s getting hot at the body shop, doin’ somethin’ unholy.“ übernommen und mit einem sich wiederholenden „Lucky, lucky girl“ (englisch für „Glückliches, glückliches Mädchen“) erweitert. Der Hauptgesang hierbei stammt von Smith, der Begleitgesang von Petras. An das Intro schließt sich die erste, von Smith gesungene, Strophe an. Auf die erste Strophe folgt erstmals der Refrain, der ebenfalls von Smith, mit Begleitgesang von Petras, gesungen wird. Der gleiche Aufbau wiederholt sich mit der zweiten Strophe, die allerdings von Petras gesungen wird. Der zweite Refrain wird diesmal im Duett der beiden Interpreten dargeboten. Nach dem zweiten Refrain endet das Lied mit dem Outro, das lediglich aus dem sich wiederholenden Ausruf „Oh-oh, oh-ee-oh-ee, ee-oh“ besteht.
| „Mummy don’t know daddy’s getting hot at the body shop, doin’ somethin’ unholy. He’s sat back while she’s droppin’ it. She be poppin’ it. Yeah, she put it down slowly. Oh-ee-oh-ee-oh, he left his kids at. Ho-ee-oh-ee-ome so he can get that. Mummy don’t know daddy’s getting hot at the body shop, Doin’ somethin’ unholy (woo).“ – Pre-Chorus, Originalauszug | „Mami weiß nicht, dass Papi sich im Stripclub aufheizt, er macht etwas Unheiliges. Er lehnt sich zurück, während sie es fallen lässt. Sie lässt es krachen. Ja, sie stellt es langsam ab. Oh, eeh, oh, eeh, oh, er ließ seine Kinder zu Hause, damit er es sich holen kann. Mami weiß nicht, dass Papi sich im Stripclub aufheizt, er macht etwas Unheiliges (woo).“ – Refrain, Übersetzung |

## Musikvideo
Vor der Veröffentlichung des eigentlichen Musikvideos, wurde zunächst ein Lyrikvideo am 22. September 2022 veröffentlicht. Das reguläre Musikvideo wurde in Großbritannien gedreht und feierte schließlich seine Premiere am 30. September 2022. Es zeigt die Geschichte eines jungen Ehepaars, gespielt von Maren Bjorneseth und Henry Davis. Während des Intros setzt Davis seine Frau mit dem Auto ab. Ihr ist beim Aussteigen kalt, woraufhin er ihr seine Jacke mitgibt. Im Gebäude findet sie in der Jackentasche eine Kondompackung aus dem Stripclub „The Body Shop“. Danach beginnt das eigentliche Musikvideo, das Davis zeigt, wie er den Nachtclub betritt. Dessen Eingang befindet sich in einer Werkstatt, in der Petras unter einem Auto am Schrauben ist und Smith auf einem Motorrad sitzt. Im Nachtclub ist schließlich eine Show aus Burlesque- und Revueelementen zu sehen, in der Petras und Smith ebenfalls auftreten. Nachdem Davis erst durch den Club läuft, sieht man ihn in einer kurzen Szene mit zwei Frauen küssend in einer Loge sowie später als Teil der Show, in der er auf der Rückbank eines Wagens von Frauen umgeben ist. In der nächsten Szene ist er scheinbar bewusstlos zunächst auf dem Auto liegend zu sehen, später unter dem angehobenen Fahrzeug. Auf dem Wagen befinden sich die aufgesprühten Wörter: „Liar“ (englisch für „Lügner“), „Cheat“ (englisch für „Schummeln“) und „Fumier“ (französisch für „Bastard“). Das Video endet damit, dass seine Frau den Club betritt, durch das applaudierende Publikum zur Bühne schreitet, ihn kurz auf dem Boden liegend ansieht, sich zum Publikum dreht und den Mantel abwirft, die falschen Haare abwirft und sich mit dem Ensemble verneigt.
Im Musikvideo selbst wird mit Produktplatzierung unter anderem für die Marken Durex, Gaultier, Gucci und Prada gearbeitet. Neben den Protagonisten Bjorneseth und Davies haben unter anderem die US-amerikanischen Dragqueens Violet Chachki und Gottmik Gastauftritte. Die Gesamtlänge des Videos beträgt 4:24 Minuten. Regie führte die italienisch-kanadische Fotografin und Regisseurin Floria Sigismondi. Bis März 2025 zählte das Lyrikvideo über 30 Millionen, während das Musikvideo über 278 Millionen Aufrufe auf der Videoplattform YouTube zählte.

## Mitwirkende
Liedproduktion
- Natalia Bonner: Violine
- Bryce Bordone: Abmischung-Assistenz
- Charlie Brown: Violine
- Ian Burdge: Cello
- Reiad Chibah: Bratsche
- Gordon Davidson: Tonmeister
- Alison Dods: Violine
- Ed Farrell: Tonmeister-Assistenz
- Omer Fedi: Komponist, Liedtexter, Musikproduzent
- Louisa Fuller: Violine
- Richard George: Violine
- Serban Ghenea: Abmischung
- Ira Grylack: Tonmeister-Assistenz
- Simon Hale: Arrangement
- Marianne Haynes: Violine
- Ian Humphries: Violine
- Charis Jenson: Violine
- Patrick Kiernan: Violine
- Chris Laurence: Kontrabass
- Jenny Lewisohn: Bratsche
- Freddie Light: Tonmeister
- Vicky Matthews: Cello
- Randy Merrill: Mastering
- John Metcalfe: Bratsche
- Natalia Milanesi: Tonmeister-Assistenz
- Perry Montague-Mason: Violine
- Steve Morris: Violine
- James Napier (Jimmy Napes): Komponist, Liedtexter, Musikproduzent
- Everton Nelson: Violine
- George Oulton: Tonmeister
- Andy Parker: Bratsche
- Kim Petras: Gesang, Komponist, Liedtexter
- Gus Pirelli: Tonmeister
- Ilya Salmanzadeh: Komponist, Liedtexter, Musikproduzent
- Blake Slatkin: Komponist, Liedtexter, Musikproduzent
- Adrian Smith: Bratsche
- Sam Smith: Gesang, Komponist, Liedtexter, Musikproduzent
- Henry Walter (Cirkut): Komponist, Liedtexter, Musikproduzent
- Stacey Watton: Kontrabass
- Miles Wheway: Tonmeister-Assistenz
- Lucy Wilkins: Violine
- Tony Woollard: Cello
- Chris Worsey: Cello
- Warren Zielinski: Violine

Artwork
- Michael Bailey Gates: Fotograf (Cover)

Musikvideo (Auswahl)
- Anna Barnett: Artdirektor
- Maren Bjorneseth: Schauspieler
- Bonch: Postproduktion
- Marine Brutti: Choreograf
- Fred Carter: Filmproduzent
- Violet Chachki: Schauspieler
- Henry Davis: Schauspieler
- Jonathan Debrouwer: Choreograf
- Jarrett Fijal: Filmeditor, Tongestalter
- Jayy Gomez: Steadicam
- Gottmik: Schauspieler
- Arthur Harel: Choreograf
- Alexa Haywood: Ausführender Produzent
- Joel Honeywell: Kameramann
- Jac Hopkins: Grip
- Chris Kelly: 1. Regieassistent
- Lucy Kelly: 2. Regieassistent
- Tom Nowell: Beleuchter
- Lami Okrekson: Kameraassistent
- Floria Sigismondi: Regisseur
- Stefan Sonnenfeld: Colorist
- Maurizio von Trapp: Filmproduzent

Unternehmen
- Capitol Records: Musiklabel
- EMI Music: Musiklabel
- MixStar Studios: Tonstudio
- Sterling Sound: Tonstudio
- Universal Music Publishing: Vertrieb

## Rezeption

### Preise
Am 13. November 2022 wurde Unholy mit einem MTV Europe Music Award in der Kategorie „Video for Good“ ausgezeichnet. Das Video setzte sich dabei gegen 2step (Ed Sheeran feat. Lil Baby), About Damn Time (Lizzo), Fils de joie (Stromae), Pussy (Latto) und The Heart Part 5 (Kendrick Lamar) durch. Am 5. Februar 2023 erhielt das Lied einen Grammy in der Kategorie Best Pop Duo/Group Performance. Das Lied setzte sich dabei gegen Bam Bam (Camila Cabello feat. Ed Sheeran), Don’t Shut Me Down (ABBA), I Like You (A Happier Song) (Post Malone feat. Doja Cat) und My Universe (BTS & Coldplay) durch. Petras war die erste Deutsche und Transgeschlechtliche Person, die in dieser Kategorie gewinnen konnte. Am 27. März 2023 gewann Unholy bei den iHeartRadio Music Awards in der Kategorie „Best Collaboration“. Am 22. November 2023 folgte die Verleihung des MTV Video Music Awards Japan in der Kategorie „Best Collaboration Video (International)“.

### Rezensionen
Natasa Cvjetinovic vom Musikexpress ist der Meinung, dass Sam Smith mit Unholy beweise, dass er nicht nur ruhig oder soft könne.
Das deutschsprachige Online-Magazin Diffus kürte Unholy zur „Empfehlung des Tages“. Die Rezensentin Pia Schneider kam zum Entschluss, das Smith hiermit zeige, dass er auch mal so richtig auf den Tisch hauen könne. Man spüre zudem die Harmonie der beiden Interpreten. Sie sehe das Lied nicht mehr nur auf deren „TikTok-Timeline“, sondern auch die Clubs der Welt überfluten, denn Unholy bringe soundtechnisch dieses Sexappeal mit sich, das eine durchzechte Partynacht manchmal mit sich bringe.

## Kommerzieller Erfolg

### Chartplatzierungen
Unholy erreichte erstmals am 30. September 2022 auf Rang vier die deutschen Singlecharts. Fünf Wochen später belegte das Lied seine Höchstplatzierung mit dem zweiten Rang und musste sich dabei lediglich dem Spitzenreiter Zukunft Pink (Peter Fox feat. Inéz) geschlagen geben. Darüber hinaus erreichte das Lied Rang zwei der Streamingcharts, wo es sich ebenfalls nur Zukunft Pink geschlagen geben musste, Rang drei der Downloadcharts und Rang sieben der Airplaycharts. In Österreich stieg die Single am 4. Oktober 2022 auf Rang zwei in die Charts ein und musste sich lediglich Bamba geschlagen geben. Am 8. November 2022 erreichte es schließlich Platz eins. In der Schweiz stieg das Lied am 2. Oktober 2022 auf Rang drei ein und erreichte seine beste Platzierung am 23. Oktober 2022 mit Rang zwei, es musste sich hier nur I’m Good (Blue) (David Guetta & Bebe Rexha) geschlagen geben. In den britischen Charts stieg Unholy am 30. September 2022 auf der Chartspitze ein. In den US-amerikanischen Billboard Hot 100 stieg Unholy am 8. Oktober 2022 auf dem dritten Rang ein und erreichte drei Wochen später die Spitzenposition. 2022 belegte das Lied Rang 43 der deutschen Single-Jahrescharts sowie Rang 38 in Österreich, ebenfalls Rang 38 in der Schweiz, Rang 31 im Vereinigten Königreich und Rang 98 in den Vereinigten Staaten. Des Weiteren belegte das Lied 2022 Rang 77 der deutschen Airplay-Jahrescharts. Im Folgejahr belegte das Lied Rang 27 der deutschen Single-Jahrescharts, Rang 23 in Österreich, Rang 29 in der Schweiz, Rang 34 im Vereinigten Königreich sowie Rang elf in den Vereinigten Staaten.
Darüber hinaus avancierte die Single zum Nummer-eins-Hit in Australien, Belgien (Wallonie), Bulgarien, Griechenland (Digital-Singlecharts), Indien, Irland, Litauen, Malaysia, Neuseeland, Slowakei (Digital-Singlecharts) und den internationalen Billboard Global 200 sowie zum Top-10-Hit in Dänemark (#4), Finnland (#3), Norwegen (#3), Portugal (#2) und Schweden (#7).
Für Smith als Interpret ist dies der 32. Charterfolg in den britischen Singlecharts sowie jeweils der 21. in der Schweiz und den Vereinigten Staaten, der 18. in Deutschland und der 16. in Österreich. Es ist sein 13. Top-10-Hit in seiner Heimat sowie je der siebte in der Schweiz und den Vereinigten Staaten, der fünfte in Österreich und der vierte nach La La La, Do They Know It’s Christmas? und Promises in Deutschland. Mit Unholy landete er bereits seinen neunten Nummer-eins-Hit in seiner Heimat sowie den ersten in Österreich und den Vereinigten Staaten. In Österreich konnte sich bis dato keine Single von ihm besser in den Charts platzieren, er löste damit La La La und Stay with Me ab, die jeweils den dritten Platz erreichten.
Für Petras ist dies nach Running Up That Hill der zweite Charthit in Großbritannien sowie ebenfalls der zweite Charthit nach Broken Glass in der Schweiz. In Deutschland, Österreich und den Vereinigten Staaten erreichte sie erstmals die Singlecharts. Es ist ihr erster Top-10- und Nummer-eins-Hit im Vereinigten Königreich sowie der erste Top-10-Hit in der Schweiz. Im Vereinigten Königreich ist es der 20. Nummer-eins-Hit mit deutscher Beteiligung, zuletzt gelang dies Felix Jaehn mit Cheerleader im Jahr 2015. Den zuvor letzten Top-10-Hit aus Deutschland landeten eineinhalb Jahre zuvor atb und Topic mit Your Love (9PM). In den Vereinigten Staaten ist es der siebte Nummer-eins-Hit mit deutscher Beteiligung sowie der 29. Top-10-Hit mit deutscher Beteiligung. Den letzten Top-10-Hit landete Zedd mit The Middle im Jahr 2018. Den letzten Nummer-eins-Hit landete auch hier Felix Jaehn mit Cheerleader im Jahr 2015.
| ChartsChartplatzierungen       | Höchstplatzierung | Wochen |
| ------------------------------ | ----------------- | ------ |
| Deutschland (GfK)              | 2 (42 Wo.)        | 42     |
| Österreich (Ö3)                | 1 (40 Wo.)        | 40     |
| Schweiz (IFPI)                 | 2 (45 Wo.)        | 45     |
| Vereinigte Staaten (Billboard) | 1 (35 Wo.)        | 35     |
| Vereinigtes Königreich (OCC)   | 1 (33 Wo.)        | 33     |

| ChartsJahrescharts (2022)      | Platzierung |
| ------------------------------ | ----------- |
| Deutschland (GfK)              | 43          |
| Österreich (Ö3)                | 38          |
| Schweiz (IFPI)                 | 38          |
| Vereinigte Staaten (Billboard) | 98          |
| Vereinigtes Königreich (OCC)   | 31          |

| ChartsJahrescharts (2023)      | Platzierung |
| ------------------------------ | ----------- |
| Deutschland (GfK)              | 27          |
| Österreich (Ö3)                | 23          |
| Schweiz (IFPI)                 | 29          |
| Vereinigte Staaten (Billboard) | 11          |
| Vereinigtes Königreich (OCC)   | 34          |

### Auszeichnungen für Musikverkäufe
Am 17. November 2023 wurde Unholy unter anderem mit einer doppelten Platin-Schallplatte für über 1,2 Millionen verkaufte Einheiten im Vereinigten Königreich ausgezeichnet. Für Petras handelt es sich hierbei um die ersten Schallplattenauszeichnungen in ihrer Karriere. Die Single erhielt weltweit 43-Mal Platin und viermal Diamant für über 6,4 Millionen verkaufte Einheiten.
| Land/Region                  | Auszeichnungen für Musikverkäufe (Land/Region, Auszeichnung, Verkäufe) | Verkäufe  |
| ---------------------------- | ---------------------------------------------------------------------- | --------- |
| Australien (ARIA)            | 7× Platin                                                              | 490.000   |
| Belgien (BRMA)               | 2× Platin                                                              | 80.000    |
| Brasilien (PMB)              | 2× Diamant                                                             | 320.000   |
| Dänemark (IFPI)              | Platin                                                                 | 90.000    |
| Deutschland (BVMI)           | Platin                                                                 | 400.000   |
| Finnland (IFPI)              | Platin                                                                 | 40.000    |
| Frankreich (SNEP)            | Diamant                                                                | 333.333   |
| Griechenland (IFPI)          | 3× Platin                                                              | 60.000    |
| Italien (FIMI)               | 2× Platin                                                              | 200.000   |
| Kanada (MC)                  | 6× Platin                                                              | 480.000   |
| Neuseeland (RMNZ)            | 4× Platin                                                              | 120.000   |
| Österreich (IFPI)            | 3× Platin                                                              | 90.000    |
| Polen (ZPAV)                 | Diamant                                                                | 250.000   |
| Portugal (AFP)               | 3× Platin                                                              | 30.000    |
| Schweden (IFPI)              | Platin                                                                 | 80.000    |
| Schweiz (IFPI)               | 2× Platin                                                              | 40.000    |
| Spanien (Promusicae)         | 2× Platin                                                              | 120.000   |
| Vereinigte Staaten (RIAA)    | 2× Platin                                                              | 2.000.000 |
| Vereinigtes Königreich (BPI) | 2× Platin                                                              | 1.200.000 |
| Zentralamerika (CFC)         | Platin                                                                 | 70.000    |
| Insgesamt                    | 43× Platin · 4× Diamant ·                                              | 6.493.333 |